# Federazione pallavolistica del Ghana
La Federazione ghanese di pallavolo (eng. Ghana Volleyball Federation, GVF) è un'organizzazione fondata per governare la pratica della pallavolo in Ghana.
Organizza il campionato maschile e femminile, e pone sotto la propria egida la nazionale maschile e femminile.
Ha aderito alla FIVB nel 1961.